# Ctenopelma nigricorne
Ctenopelma nigricorne är en stekelart som först beskrevs av Léon Abel Provancher 1886.  Ctenopelma nigricorne ingår i släktet Ctenopelma och familjen brokparasitsteklar. Inga underarter finns listade i Catalogue of Life.